# Lijst van Alarmschijven in 2022
Deze hits waren in 2022 Alarmschijf op Qmusic:
| Nr.  | Datum   | Artiest                                                      | Titel                       | Hoogste positie in Top 40 | Aantal weken | Aantal punten |
| ---- | ------- | ------------------------------------------------------------ | --------------------------- | ------------------------- | ------------ | ------------- |
| 2695 | Week 1  | Flemming                                                     | Zij wil mij                 | 6                         | 18           | 476           |
| 2696 | Week 2  | The Weeknd                                                   | Sacrifice                   | 10                        | 11           | 222           |
| 2697 | Week 3  | Lauren Spencer-Smith                                         | Fingers Crossed             | 10                        | 20           | 495           |
| 2698 | Week 4  | Purple Disco Machine & Sophie and the Giants                 | In the Dark                 | 3                         | 24           | 664           |
| 2699 | Week 5  | The Chainsmokers                                             | High                        | 29                        | 4            | 32            |
| 2700 | Week 6  | Machine Gun Kelly & Willow Smith                             | Emo Girl                    | 38                        | 3            | 7             |
| 2701 | Week 7  | Tate McRae                                                   | She's All I Wanna Be        | 15                        | 17           | 228           |
| 2702 | Week 8  | Jax Jones & MNEK                                             | Where Did You Go?           | 5                         | 20           | 525           |
| 2703 | Week 9  | Antoon                                                       | Hallo                       | 1 (4 weken)               | 14           | 460           |
| 2704 | Week 10 | Camila Cabello ft. Ed Sheeran                                | Bam Bam                     | 2                         | 25           | 702           |
| 2705 | Week 11 | Imagine Dragons                                              | Bones                       | 14                        | 13           | 245           |
| 2706 | Week 12 | Willy William                                                | Trompeta                    | 3                         | 26           | 711           |
| 2707 | Week 13 | Thomas Acda, Rolf Sanchez & Kraantje Pappie                  | Missen zou                  | 27                        | 7            | 67            |
| 2708 | Week 14 | Harry Styles                                                 | As It Was                   | 1 (18 weken)              | 30           | 1040          |
| 2709 | Week 15 | Shawn Mendes                                                 | When You're Gone            | 17                        | 17           | 247           |
| 2710 | Week 16 | David Guetta, Becky Hill & Ella Henderson                    | Crazy What Love Can Do      | 6                         | 19           | 531           |
| 2711 | Week 17 | George Ezra                                                  | Green Green Grass           | 10                        | 22           | 473           |
| 2712 | Week 18 | Ava Max                                                      | Maybe You're the Problem    | 20                        | 16           | 220           |
| 2713 | Week 19 | Lady Gaga                                                    | Hold My Hand                | 28                        | 8            | 71            |
| 2714 | Week 20 | Måneskin                                                     | Supermodel                  | 15                        | 12           | 201           |
| 2715 | Week 21 | Sam Ryder                                                    | Space Man                   | 27                        | 4            | 36            |
| 2716 | Week 22 | Harry Styles                                                 | Late Night Talking          | 11                        | 23           | 489           |
| 2717 | Week 23 | Lost Frequencies & James Arthur                              | Questions                   | 16                        | 26           | 347           |
| 2718 | Week 24 | Marshmello & Khalid                                          | Numb                        | 27                        | 6            | 56            |
| 2719 | Week 25 | Gabry Ponte, LUM!X & Daddy DJ                                | We Could Be Together        | 10                        | 20           | 360           |
| 2720 | Week 26 | The Black Eyed Peas, Shakira & David Guetta                  | Don't You Worry             | 23                        | 14           | 139           |
| 2721 | Week 27 | Maan & De Jeugd van Tegenwoordig                             | Naar de maan                | 9                         | 9            | 222           |
| 2722 | Week 28 | Rema                                                         | Calm Down                   | 1 (4 weken)               | 18           | 564           |
| 2723 | Week 29 | Calvin Harris, Justin Timberlake, Halsey & Pharrell Williams | Stay with Me                | 16                        | 8            | 116           |
| 2724 | Week 30 | Alok, Ella Eyre, Kenny Dope feat. Never Dull                 | Deep Down                   | 14                        | 11           | 211           |
| 2725 | Week 31 | Meduza x James Carter ft. Elley Duhé + Fast Boy              | Bad Memories                | 3                         | 29           | 810           |
| 2726 | Week 32 | Duncan Laurence                                              | Electric Life               | 22                        | 20           | 224           |
| 2727 | Week 33 | Joel Corry & Becky Hill                                      | History                     | 28                        | 6            | 58            |
| 2728 | Week 34 | Coldplay                                                     | Humankind                   | 39                        | 3            | 5             |
| 2729 | Week 35 | Elton John & Britney Spears                                  | Hold Me Closer              | 10                        | 20           | 432           |
| 2730 | Week 36 | David Guetta & Bebe Rexha                                    | I'm Good (Blue)             | 1 (12 weken)              | 33           | 1014          |
| 2731 | Week 37 | Lewis Capaldi                                                | Forget Me                   | 6                         | 22           | 563           |
| 2732 | Week 38 | Kris Kross Amsterdam, Ronnie Flex & Zoë Tauran               | Adrenaline                  | 6                         | 18           | 395           |
| 2733 | Week 39 | DI-RECT                                                      | 90s Kid                     | 24                        | 7            | 79            |
| 2734 | Week 40 | Ed Sheeran                                                   | Celestial                   | 7                         | 27           | 729           |
| 2735 | Week 41 | Dean Lewis                                                   | How Do I Say Goodbye        | 3                         | 20           | 615           |
| 2736 | Week 42 | Måneskin                                                     | The Loneliest               | 6                         | 26           | 662           |
| 2737 | Week 43 | Taylor Swift                                                 | Anti-Hero                   | 5                         | 25           | 746           |
| 2738 | Week 44 | Rihanna                                                      | Lift Me Up                  | 14                        | 10           | 202           |
| 2739 | Week 45 | P!nk                                                         | Never Gonna Not Dance Again | 12                        | 20           | 331           |
| 2740 | Week 46 | Maan & Goldband                                              | Stiekem                     | 2                         | 32           | 1034          |
| 2741 | Week 47 | Son Mieux                                                    | This Is the Moment          | 20                        | 9            | 129           |
| 2742 | Week 48 | Snelle                                                       | 5 voor 12                   | 23                        | 10           | 125           |
| 2743 | Week 49 | Lewis Capaldi                                                | Pointless                   | 20                        | 17           | 268           |
| 2744 | Week 50 | Martin Garrix x Jvke                                         | Hero                        | 21                        | 11           | 170           |
| 2745 | Week 51 | Flemming                                                     | Paracetamollen              | 3                         | 21           | 580           |
| 2746 | Week 52 | Lost Frequencies, Elley Duhé & X Ambassadors                 | Back to You                 | 3                         | 27           | 648           |

1969 ·
1970 ·
1971 ·
1972 ·
1973 ·
1974 ·
1975 ·
1976 ·
1977 ·
1978 ·
1979 ·
1980 ·
1981 ·
1982 ·
1983 ·
1984 ·
1985 ·
1986 ·
1987 ·
1988 ·
1989 · 
1990 · 
1991 · 
1992 · 
1993 · 
1994 · 
1995 · 
1996 · 
1997 · 
1998 · 
1999 · 
2000 · 
2001 · 
2002 · 
2003 · 
2004 · 
2005 · 
2006 · 
2007 · 
2008 · 
2009 ·
2010 ·
2011 ·
2012 ·
2013 ·
2014 ·
2015 ·
2016 ·
2017 ·
2018 ·
2019 ·
2020 ·
2021 ·
2022 ·
2023 ·
2024 ·
2025